# 千秋 (秋田市)
千秋（せんしゅう）は、秋田市中心部の地区。1966年（昭和41年）4月1日に行われた住居表示実施の際に新しく作られた地名である。名称は地区中央の千秋公園に由来する。人口は4,419人（2014年11月1日現在、住民基本台帳人口調査による）。

## 地理

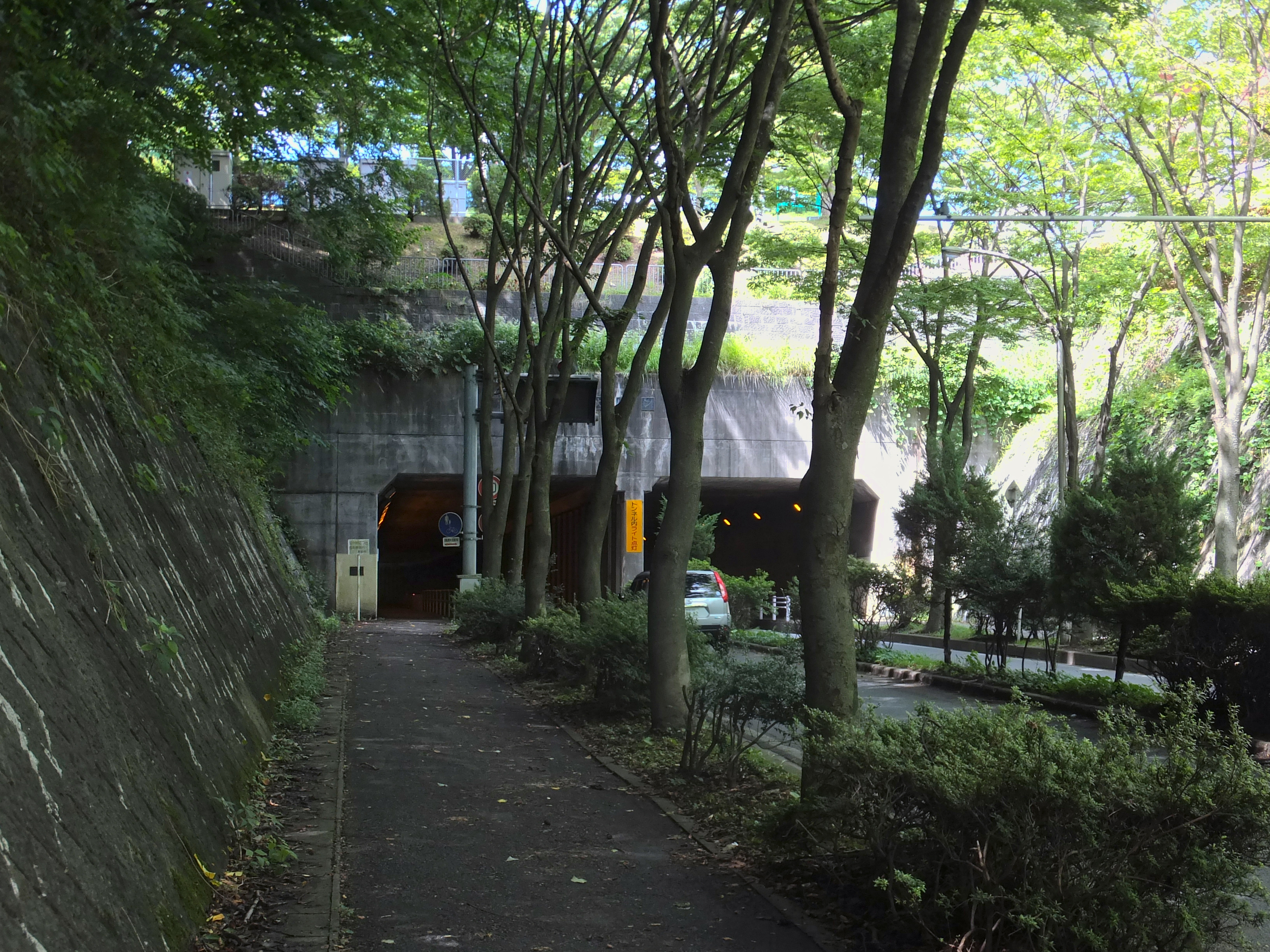
千秋トンネル

秋田市の中央部に位置する。東をJR奥羽本線、南を広小路（秋田県道26号秋田停車場線）、西・北を旭川に囲まれた範囲（南東部の秋田駅付近を除く）で、久保田藩主佐竹氏の居城であった久保田城の丸の内及び城下至近の地域に相当する。
東は手形、南は中通、南西は大町、西・北は保戸野に隣接し以下の7町でなる。
千秋北の丸（せんしゅうきたのまる）
郵便番号は010-0872。旧字名の「北ノ丸」から命名された。久保田城北部の北ノ丸であった丘陵とその西側山麓部、東側の堀を埋め立てた地域などで構成される。西部の八幡坂（坂自体は千秋矢留町に属する）は江戸時代から存在する坂道で、丘陵上と山麓部を結んでいる。丘陵の頂部にはかつて藤倉水源地からの送水を受ける大木屋浄水場があり、浄水場廃止後は秋田令和高等学校（旧・秋田和洋女子高等学校）のグラウンドとして使用されている。その他は主に住宅地で、国鉄時代からのJR鉄道アパートが建てられている。
千秋久保田町（せんしゅうくぼたまち）
郵便番号は010-0874。秋田駅から見て久保田城下最寄りの一角であることにより命名された。久保田城南東部の、三ノ丸や外堀に沿った重臣屋敷町であった地区。北部に秋田県立循環器・脳脊髄センターがある。広小路沿いは商業地で、その他にもホテルや老舗旅館・飲食店などが多い。現在、秋田駅西北地区土地区画整理事業が進行している。
千秋公園（せんしゅうこうえん）
郵便番号は010-0876。千秋公園そのものを街区としたことから命名された。久保田城の本丸・二ノ丸全体と、内堀や三ノ丸の一部を含む地区。地区のほとんどを公園が占めるが、北東部の内堀跡には住宅地もあり、また北部の八幡山に秋田市立明徳小学校が立地している。八幡山直下を千秋トンネルが貫いており、手形方面から千秋矢留町を経て保戸野方面を結んでいる。
千秋城下町（せんしゅうじょうかまち）
郵便番号は010-0873。久保田城北東部直下に位置することから命名された。上・中級家臣の屋敷町であった地区。中央部を手形陸橋（秋田県道28号秋田岩見船岡線）が東西に跨いでいる。ほぼ全体が住宅地であり、近年は高層マンションも建築されている。
千秋中島町（せんしゅうなかじままち）
郵便番号は010-0871。旧字名の「中島」から命名された。久保田城の北部、築城時の旭川掘り替えにより旧流路と現流路の間に生じた低地で、かつては水害が多かった。西部に秋田県立秋田北高等学校があり、その他は住宅地となっている。
千秋明徳町（せんしゅうめいとくまち）
郵便番号は010-0875。当時明徳小学校が当地に在していたことから命名された。久保田城南部の三ノ丸重臣屋敷町を中心とした地区。最も大規模に現存している2つの外堀（大手門の堀、穴門の堀）があり、それらの間に架かる中土橋は千秋公園の正面入口と見なされている。かつて秋田県庁としても使用された家老渋江氏邸跡にあきた芸術劇場ミルハスがあり、同じく家老梅津氏邸跡には秋田市立中央図書館明徳館・秋田市文化創造館（旧秋田県立美術館）があり、また国学館高等学校、秋田中央警察署なども所在する。
千秋矢留町（せんしゅうやどめまち）
郵便番号は010-0877。久保田城の別称である「矢留城」から命名された。久保田城西部、鷹匠衆・御厨屋（台所）御小人の屋敷町や兵具蔵の置かれた西曲輪などであった地区。旭川沿いにホテル・老舗旅館などが立地する他、秋田県職員公舎や県営住宅、秋田令和高等学校（旧・秋田和洋女子高等学校、千秋明徳町から校舎を移転）などがある。保戸野川反橋たもとの土塁に「鷹の松」が、保戸野新橋たもとの土塁に「鑑の松」が聳える。秋田なまはげ農業協同組合の本部機構が当地に立地している。

### 河川
- 旭川

## 歴史
- 1966年（昭和41年）4月1日 - 住居表示実施に伴い、名称に「千秋」を冠する7つの町が作られる。
- 1978年（昭和53年）12月4日 - 千秋トンネルが開通する[1][2]。

### 町名の変遷
以下はすべて住居表示実施に伴う変更である。
| 実施後       | 実施年月日     | 実施前                                          |
| ------------ | -------------- | ----------------------------------------------- |
| 千秋北の丸   | 昭和41年4月1日 | 北ノ丸新町（一部） きたのまるしんまち           |
| 千秋北の丸   | 昭和41年4月1日 | 手形上丁（一部） てがたかみちょう               |
| 千秋北の丸   | 昭和41年4月1日 | 手形休下町（一部） てがたきゅうかまち           |
| 千秋久保田町 | 昭和41年4月1日 | 上中城町（一部） うわなかじょうまち             |
| 千秋久保田町 | 昭和41年4月1日 | 手形堀反町（一部） てがたほりばたまち           |
| 千秋公園     | 昭和41年4月1日 | 上中城町（一部） うわなかじょうまち             |
| 千秋公園     | 昭和41年4月1日 | 手形上丁（一部） てがたかみちょう               |
| 千秋城下町   | 昭和41年4月1日 | 上中城町（一部） うわなかじょうまち             |
| 千秋城下町   | 昭和41年4月1日 | 手形上丁（一部） てがたかみちょう               |
| 千秋城下町   | 昭和41年4月1日 | 手形新町下丁（一部） てがたしんまちしもちょう   |
| 千秋城下町   | 昭和41年4月1日 | 手形谷地町上丁（一部） てがたやちまちかみちょう |
| 千秋城下町   | 昭和41年4月1日 | 手形谷地町下丁（一部） てがたやちまちしもちょう |
| 千秋中島町   | 昭和41年4月1日 | 上中島土手町 かみなかじまどてちょう             |
| 千秋中島町   | 昭和41年4月1日 | 上中島中町（一部） かみなかじまなかちょう       |
| 千秋中島町   | 昭和41年4月1日 | 上中島本町（一部） かみなかじまほんちょう       |
| 千秋中島町   | 昭和41年4月1日 | 北ノ丸新町（一部） きたのまるしんまち           |
| 千秋中島町   | 昭和41年4月1日 | 新中島末町 しんなかじますえちょう               |
| 千秋中島町   | 昭和41年4月1日 | 新中島土手町（一部） しんなかじまどてちょう     |
| 千秋中島町   | 昭和41年4月1日 | 新中島本町 しんなかじまほんちょう               |
| 千秋中島町   | 昭和41年4月1日 | 台所町（一部） だいどころまち                   |
| 千秋中島町   | 昭和41年4月1日 | 鷹匠町（一部） たかじょうまち                   |
| 千秋中島町   | 昭和41年4月1日 | 手形休下町（一部） てがたきゅうかまち           |
| 千秋明徳町   | 昭和41年4月1日 | 上中城町（一部） うわなかじょうまち             |
| 千秋明徳町   | 昭和41年4月1日 | 下中城町（一部） したなかじょうまち             |
| 千秋明徳町   | 昭和41年4月1日 | 土手長町上丁（一部） どてながまちかみちょう     |
| 千秋明徳町   | 昭和41年4月1日 | 古川堀反町 ふるかわほりばたまち                 |
| 千秋矢留町   | 昭和41年4月1日 | 上中城町（一部） うわなかじょうまち             |
| 千秋矢留町   | 昭和41年4月1日 | 上中島中町（一部） かみなかじまなかちょう       |
| 千秋矢留町   | 昭和41年4月1日 | 上中島本町（一部） かみなかじまほんちょう       |
| 千秋矢留町   | 昭和41年4月1日 | 下中城町（一部） したなかじょうまち             |
| 千秋矢留町   | 昭和41年4月1日 | 台所町（一部） だいどころまち                   |
| 千秋矢留町   | 昭和41年4月1日 | 鷹匠町（一部） たかじょうまち                   |
| 千秋矢留町   | 昭和41年4月1日 | 手形上丁（一部） てがたかみちょう               |
| 千秋矢留町   | 昭和41年4月1日 | 土手長町上丁（一部） どてながまちかみちょう     |

## 交通

### 鉄道
千秋城下町・千秋北の丸・千秋中島町の東端がJR東日本奥羽本線となっているが、駅はない。しかし秋田駅が至近である。

### バス
- 秋田中央交通
  - 《太平線など》 - 千秋久保田町 - 明徳小学校入口 -
  - 《楢山大回り線》 - 北高校前 - 千秋中島町 - 北の丸 - …… - 明徳小学校入口 - 千秋久保田町 -
  - 《千秋トンネル経由ノースアジア大学線》 - 鷹匠橋 -
  - 《泉山王環状線》 - 千秋久保田町 - 明徳小学校入口 - 鷹匠橋 -
  - 《秋高スクール》 - 矢留町 - 通町橋 - 中央警察署前 -

### 道路
- 秋田県道26号秋田停車場線（広小路）
- 秋田県道28号秋田岩見船岡線（大手門通り）
- 秋田県道233号土崎港秋田線
- 古川堀反通り
- 手形堀反通り
- 千秋トンネル通り
- 佐竹小路
- 明徳館小路
- 八幡坂
- 内記坂
- 渋坂

## 施設
- 千秋北の丸
  - 秋田県知事公舎
- 千秋久保田町
  - 秋田県立循環器・脳脊髄センター
  - 秋田セント・ポール教会
  - 秋田オーパ
  - ゑびすや旅館
  - コンフォートホテル秋田
- 千秋公園
  - 千秋公園
  - 久保田城址（御隅櫓、表門など）
  - 秋田市立佐竹史料館
  - 彌高神社
  - 八幡秋田神社
  - 与次郎稲荷神社
  - 秋田市立明徳小学校
- 千秋城下町
  - 秋田大神宮
- 千秋中島町
  - 秋田県立秋田北高等学校
- 千秋明徳町
  - あきた芸術劇場ミルハス
  - 秋田市立中央図書館明徳館
  - 秋田市文化創造館
  - 秋田中央警察署
  - 学校法人敬愛学園
    - 国学館高等学校
    - 秋田県理容美容専門学校
- 千秋矢留町
  - APAホテル秋田千秋公園
  - 水戸谷旅館
  - 大野屋旅館
  - 秋田令和高等学校（旧・秋田和洋女子高等学校、千秋明徳町から校舎を移転）
  - 鷹の松・鑑の松
  - 秋田なまはげ農協会館（新あきた農協会館←秋田市農協会館）
    - 秋田なまはげ農業協同組合本部機構・矢留支店

秋田県立循環器・脳脊髄センター
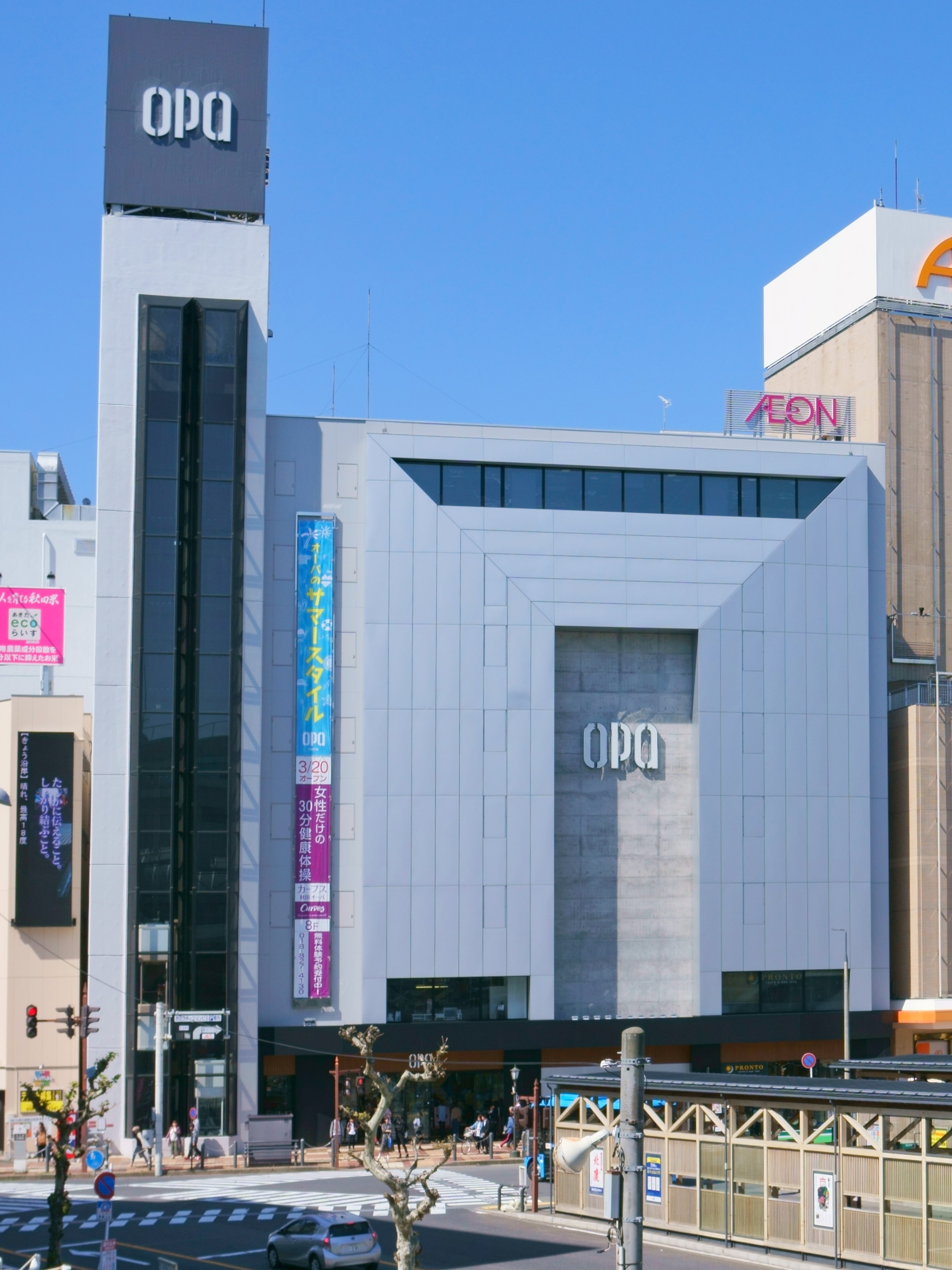
秋田オーパ
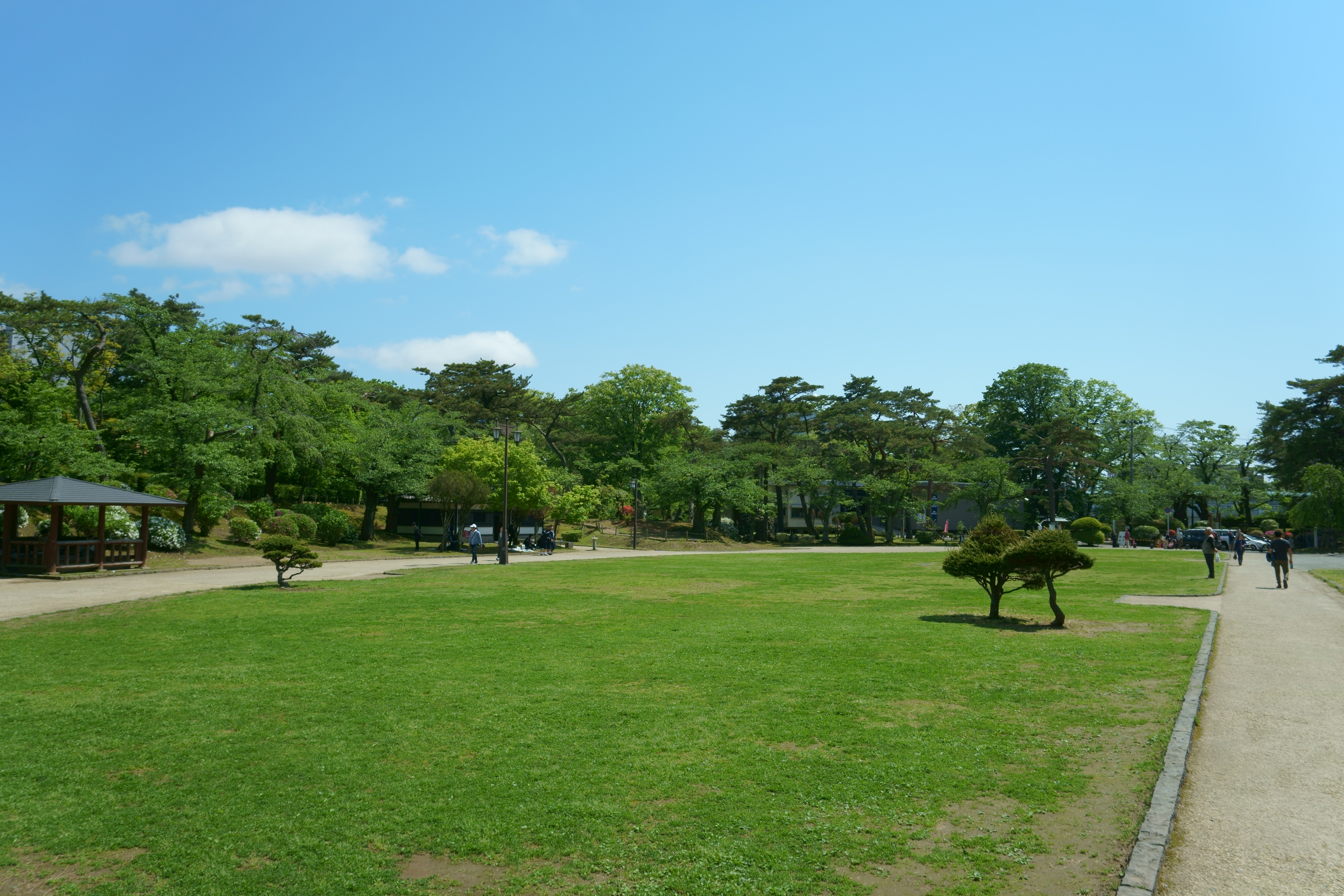
千秋公園（二の丸広場）
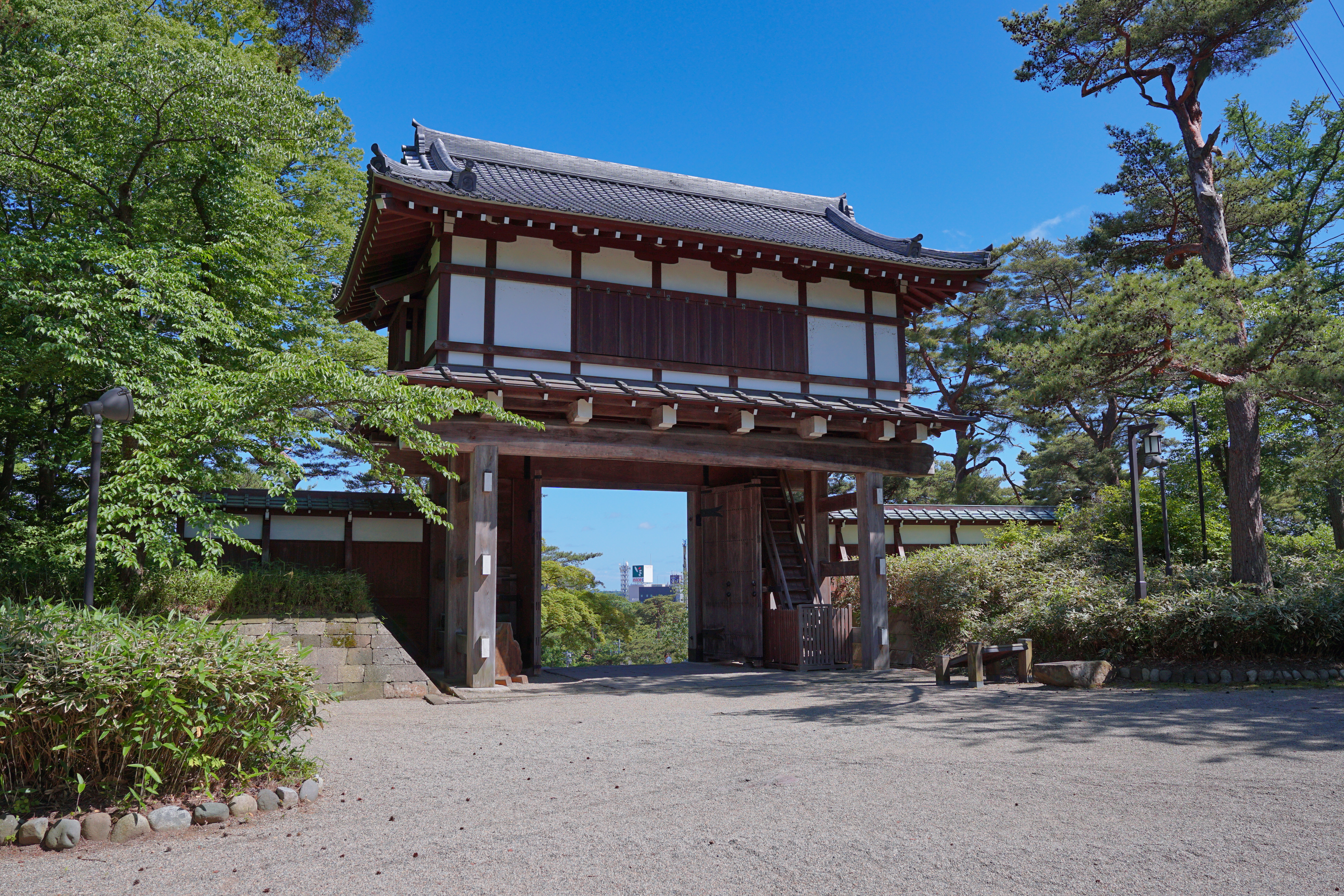
久保田城表門
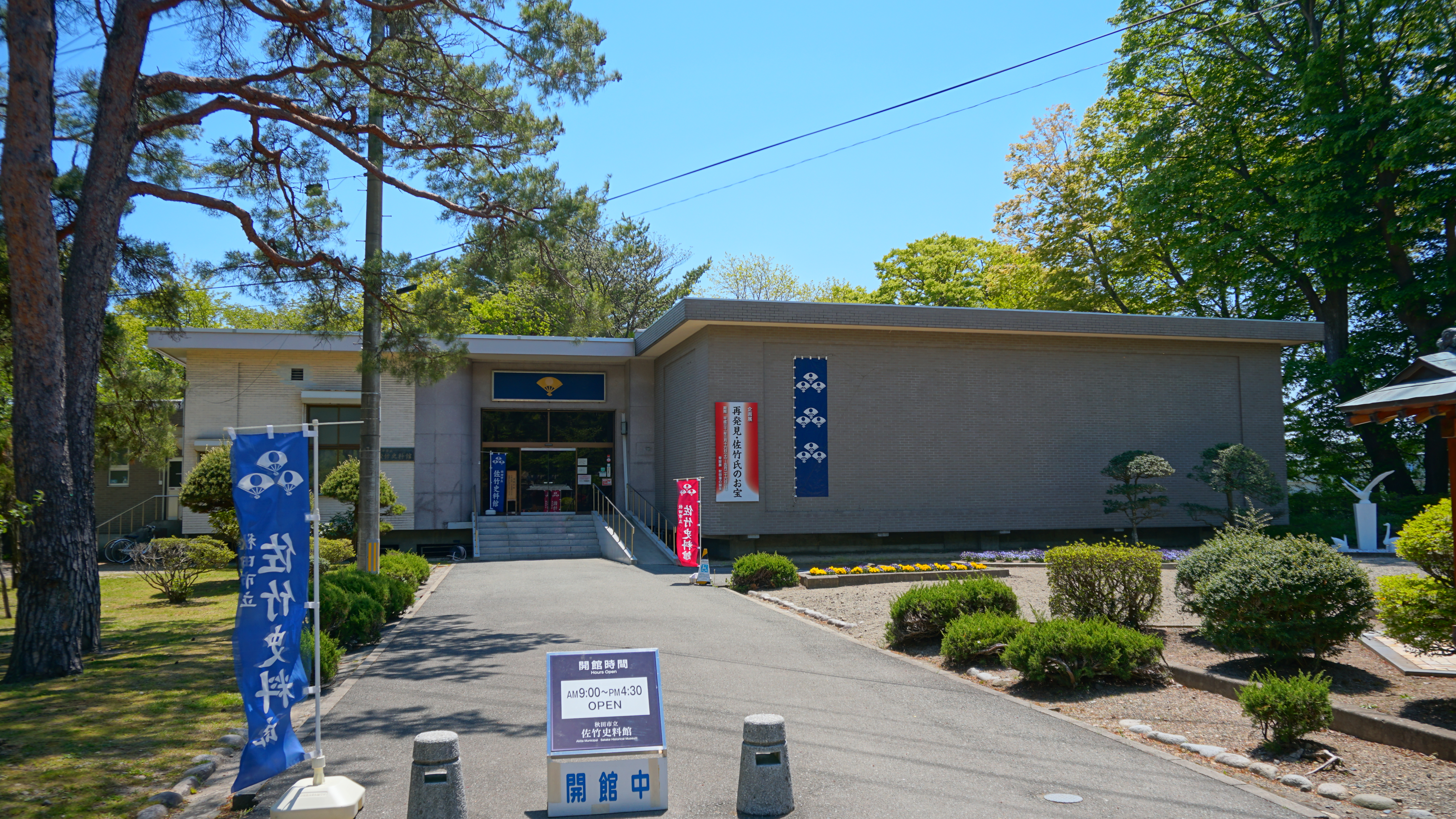
秋田市立佐竹史料館
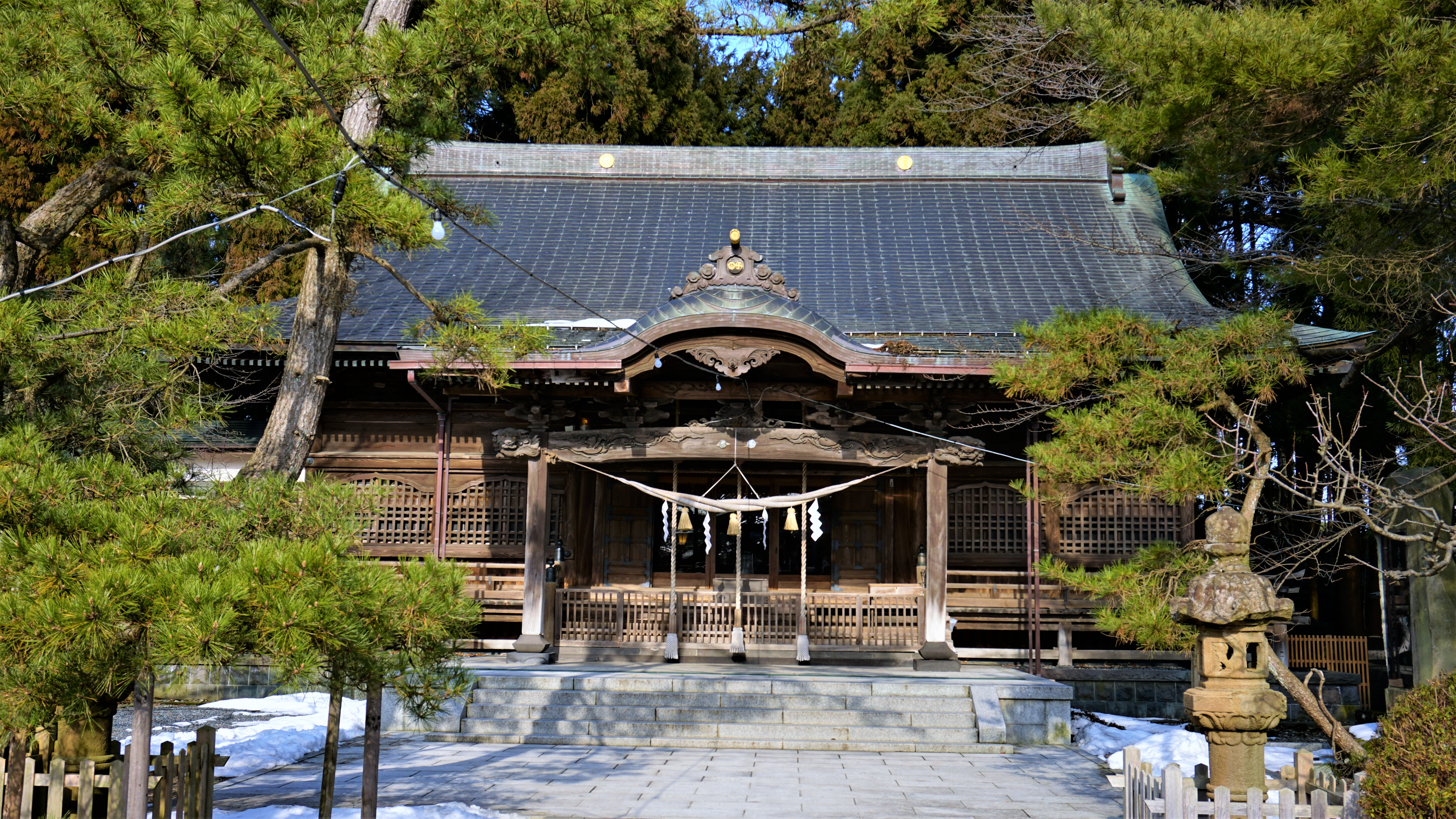
彌高神社
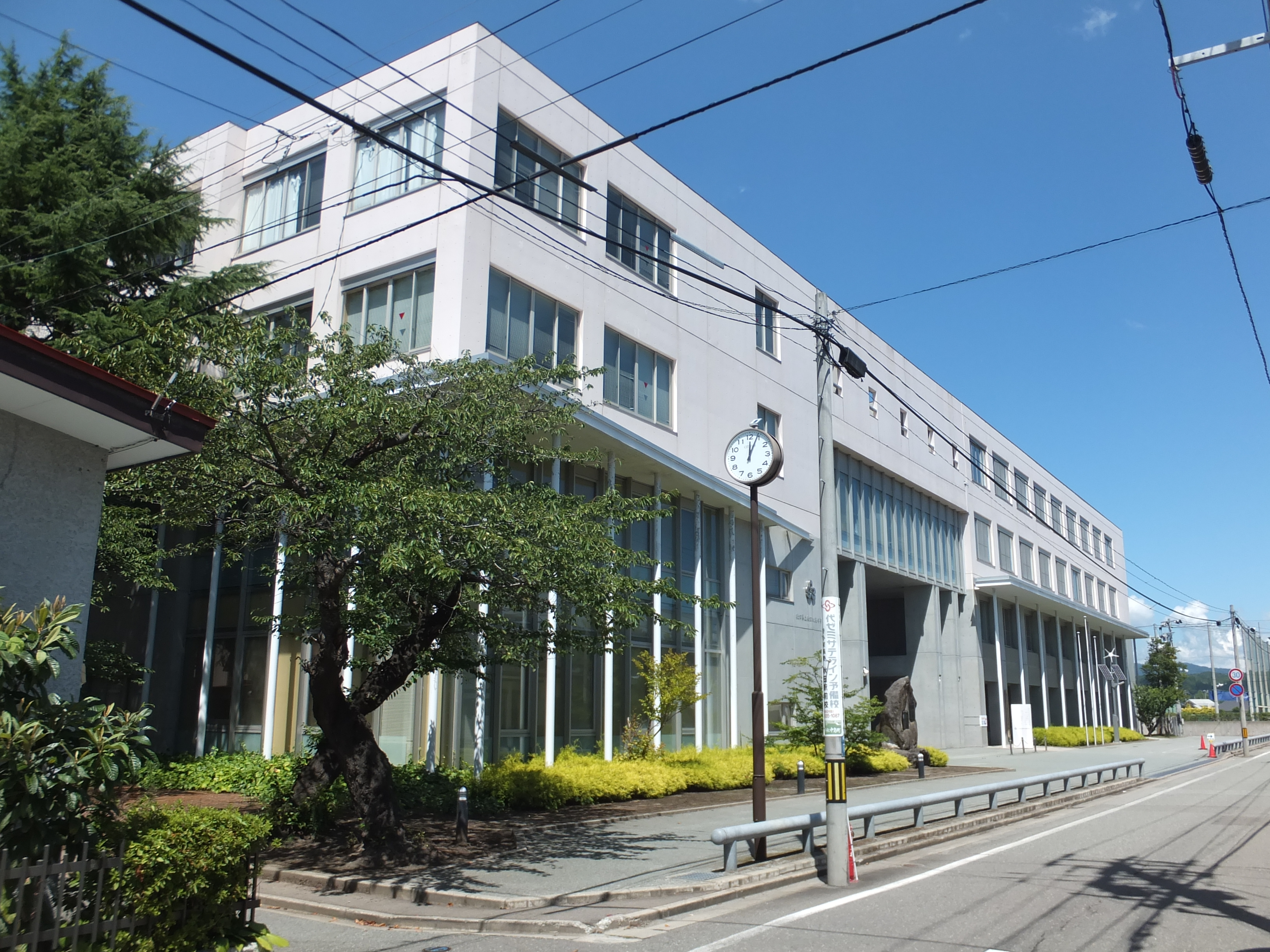
秋田北高等学校
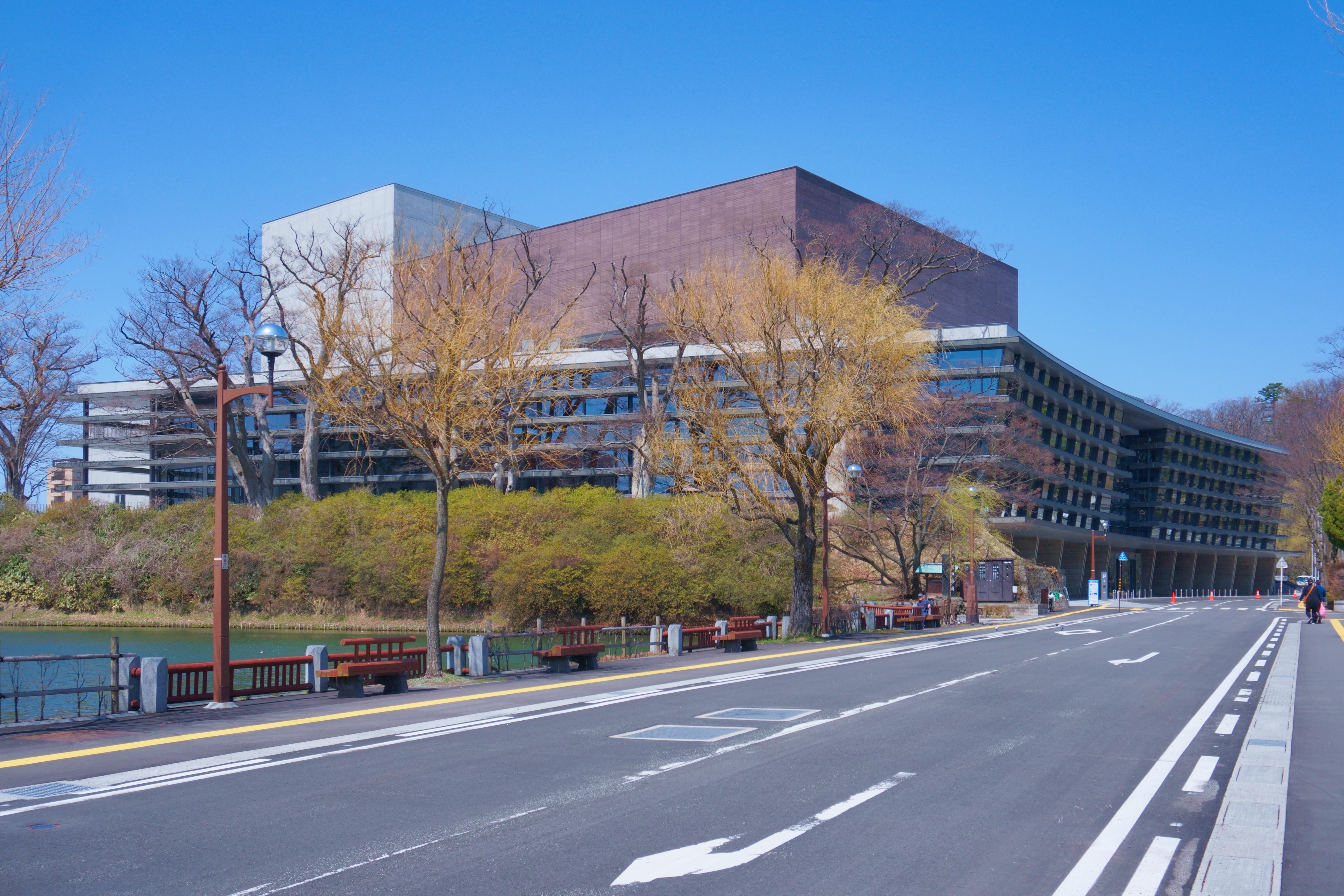
あきた芸術劇場ミルハス
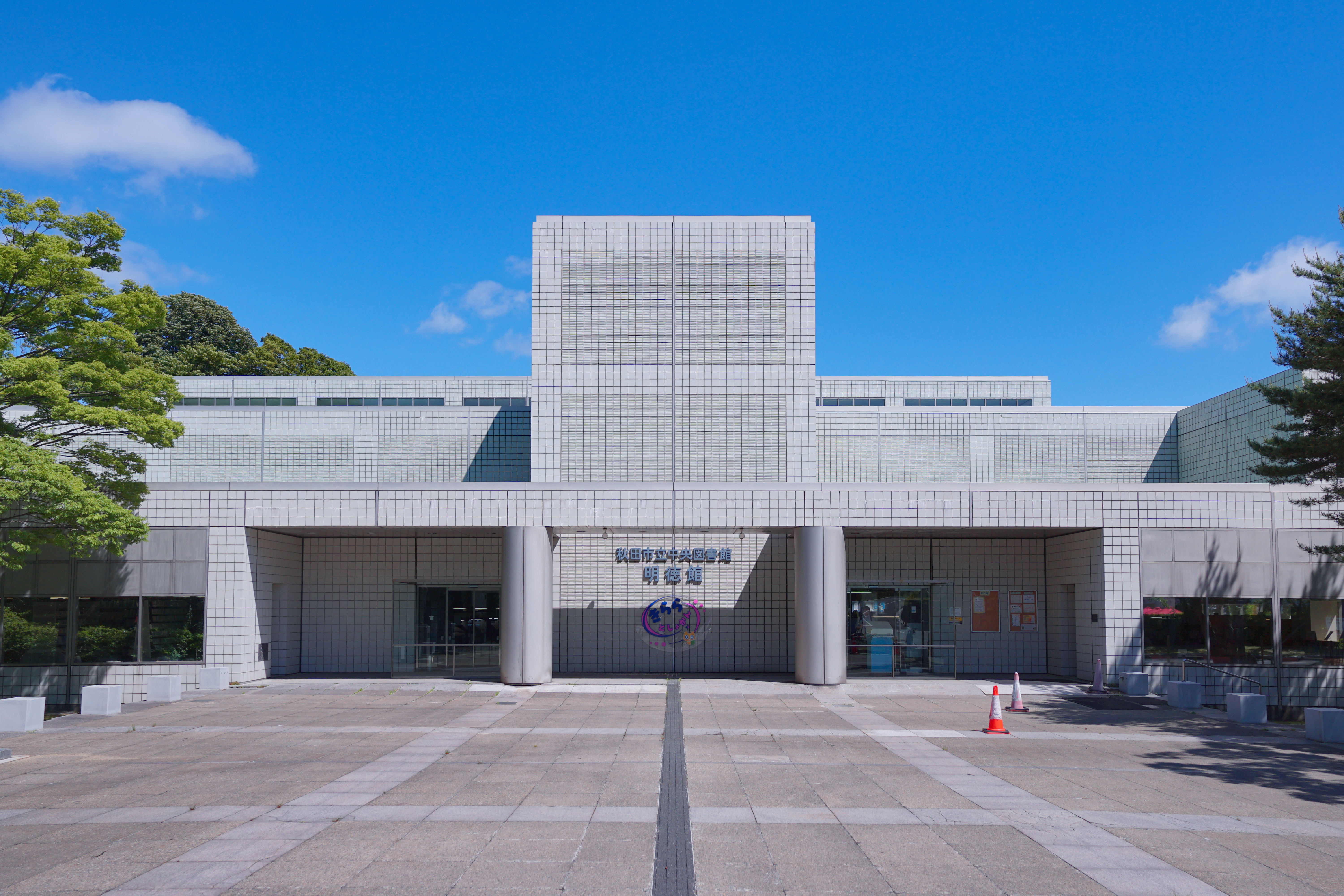
秋田市立中央図書館明徳館
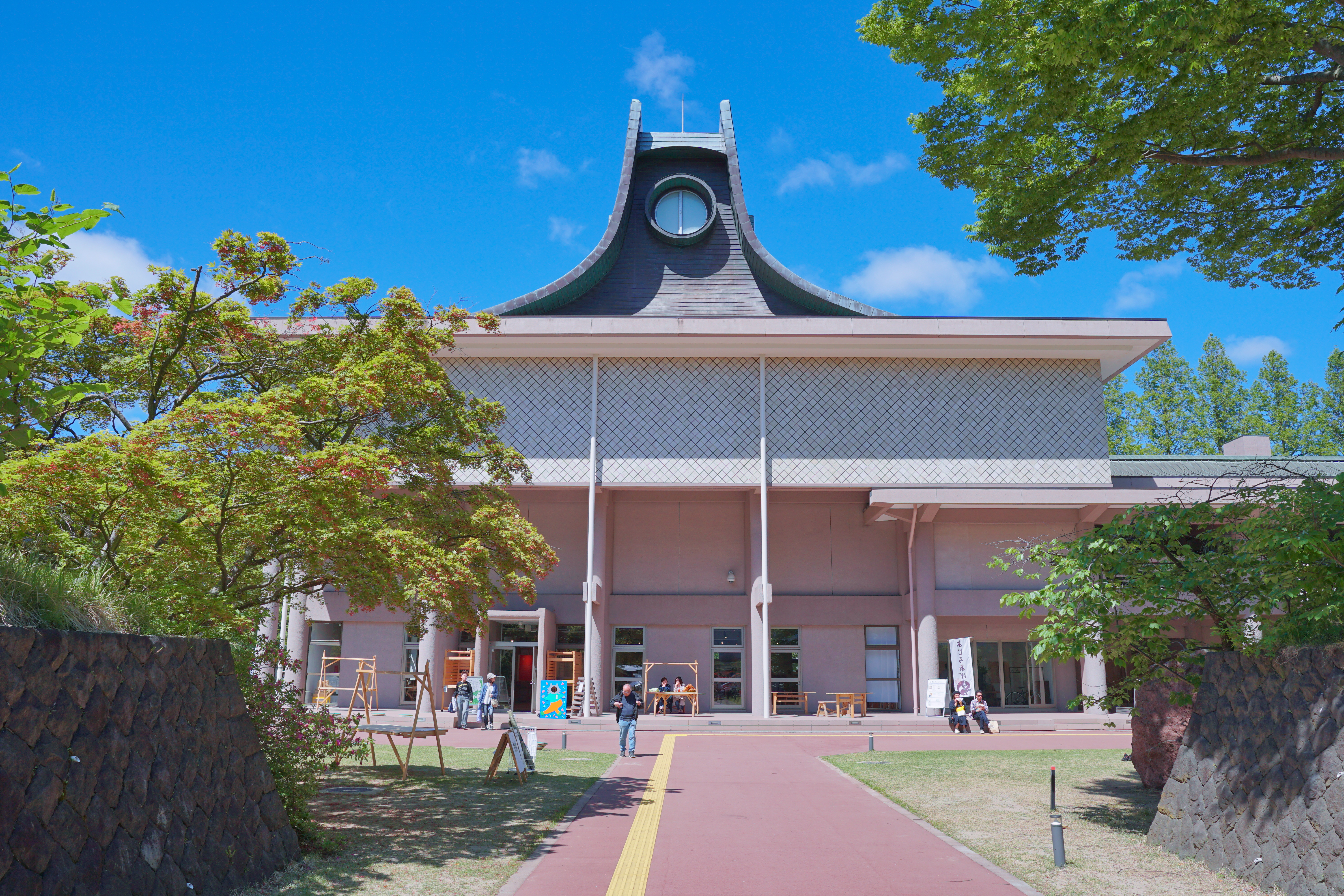
秋田市文化創造館
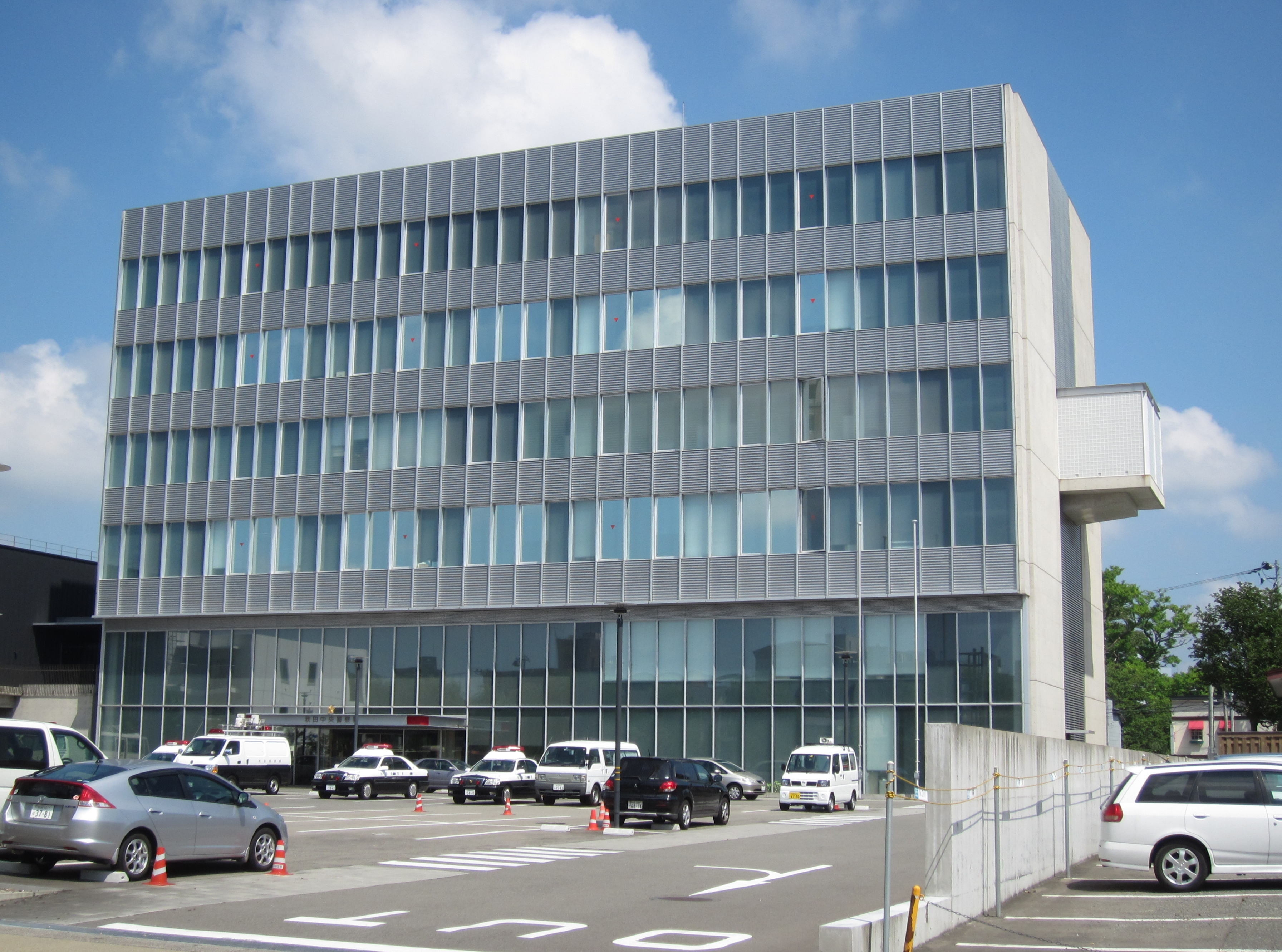
秋田中央警察署
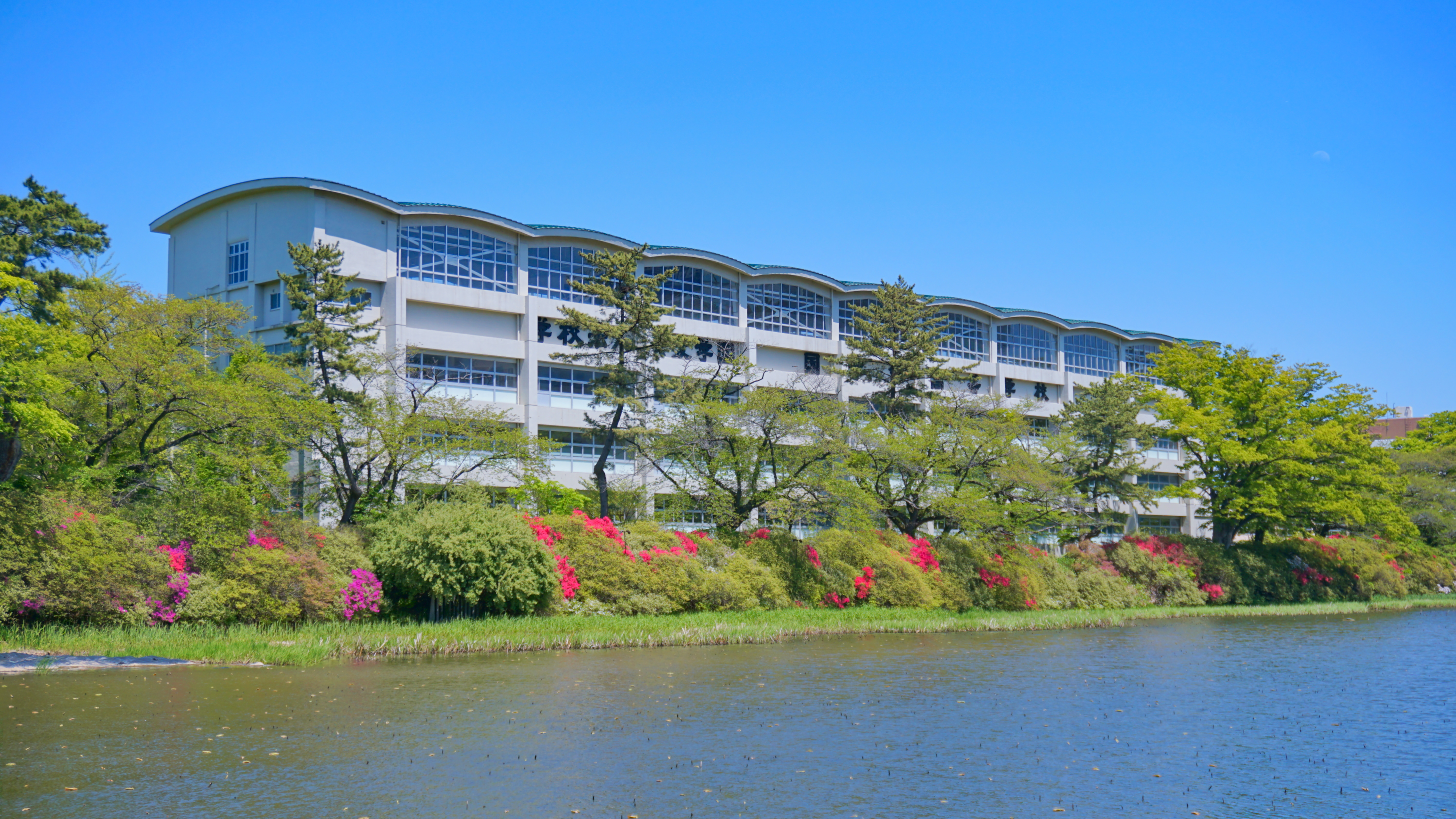
国学館高等学校
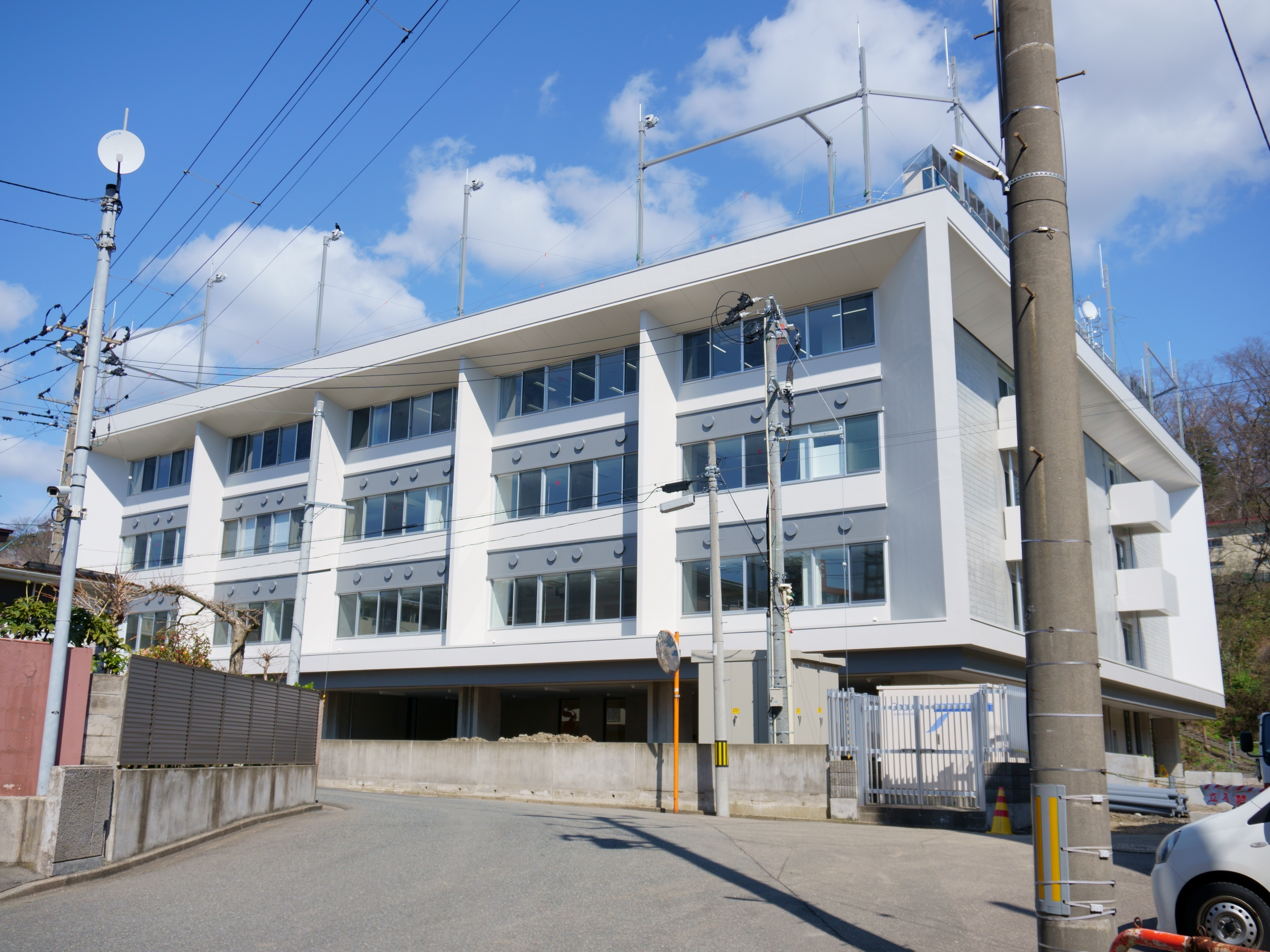
旧・秋田和洋女子高等学校（※2020年4月に秋田令和高等学校に改名し校舎を移転）
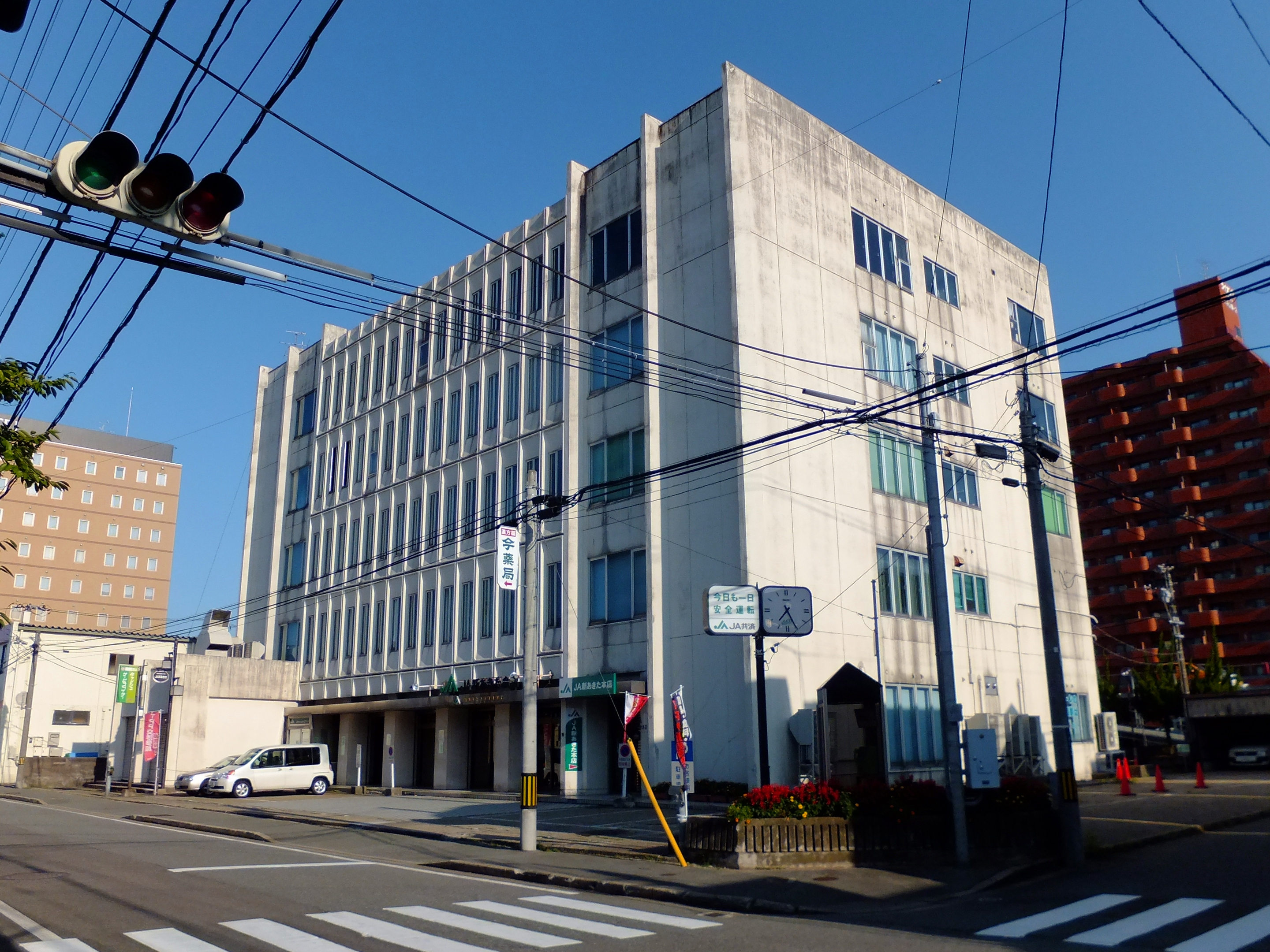
秋田なまはげ農協会館[3] （秋田なまはげ農業協同組合本部機構および矢留支店が所在）

## 著名出身者
- 青木得三 (経済学者)
- 伊藤勝三 (プロ野球選手)
- 小野岡義礼 (久保田藩士)
- 寺崎広業 (画家)
- 佐々木眞一 (実業家)
- 東海林太郎 (歌手)[4]
- 成田裕一 (工学者)
- 初岡敬治 (秋田藩公議人)
- 羽生氏熟 (秋田市長)
- 御代弦 (秋田市長)
- 吉川忠安 (久保田藩士)